# Dendrogale melanura
Dendrogale melanura é uma espécie de mamífero arborícola da família Tupaiidae. Endêmica da ilha de Bornéu, está restrita a altitudes acima dos 900 metros nas montanhas do noroeste de Sarawak e nos montes Kinabalu e Trus Madi em Sabah.